# Hypocopra hypocoproides
Hypocopra hypocoproides är en svampart som först beskrevs av Speg., och fick sitt nu gällande namn av J.C. Krug & Cain 1974. Hypocopra hypocoproides ingår i släktet Hypocopra och familjen kolkärnsvampar.   Inga underarter finns listade i Catalogue of Life.